# زنگ‌های خطر
زنگ‌های خطر فیلمی به کارگردانی  و نویسندگی رضا صفایی ساختهٔ سال ۱۳۴۲ است.

## بازیگران
- عزت حسنعلی
- جمشید مهرداد
- محسن میلانی
- رامین یوسفی
- امیرآبادی
- اشرف کاشانی
- محسن قبادی
- رضا شفیع
- رضا بانکی